# Terminal Intermodal Corinthians-Itaquera
O Terminal Intermodal Corinthians–Itaquera é um terminal de transportes da cidade de São Paulo que congrega em um mesmo espaço uma estação do Metrô, uma da CPTM e um terminal de ônibus da SPTrans.

## Estação de trem e metrô
A Estação Corinthians–Itaquera tem esse nome por se localizar no bairro Itaquera, em São Paulo, nas proximidades da Neo Química Arena (antiga Arena Corinthians). Existe, ainda, conexão com o Poupatempo de Itaquera e com o Shopping Metrô Itaquera nas imediações. Está localizada na Avenida Sport Club Corinthians Paulista, s/n.

## História

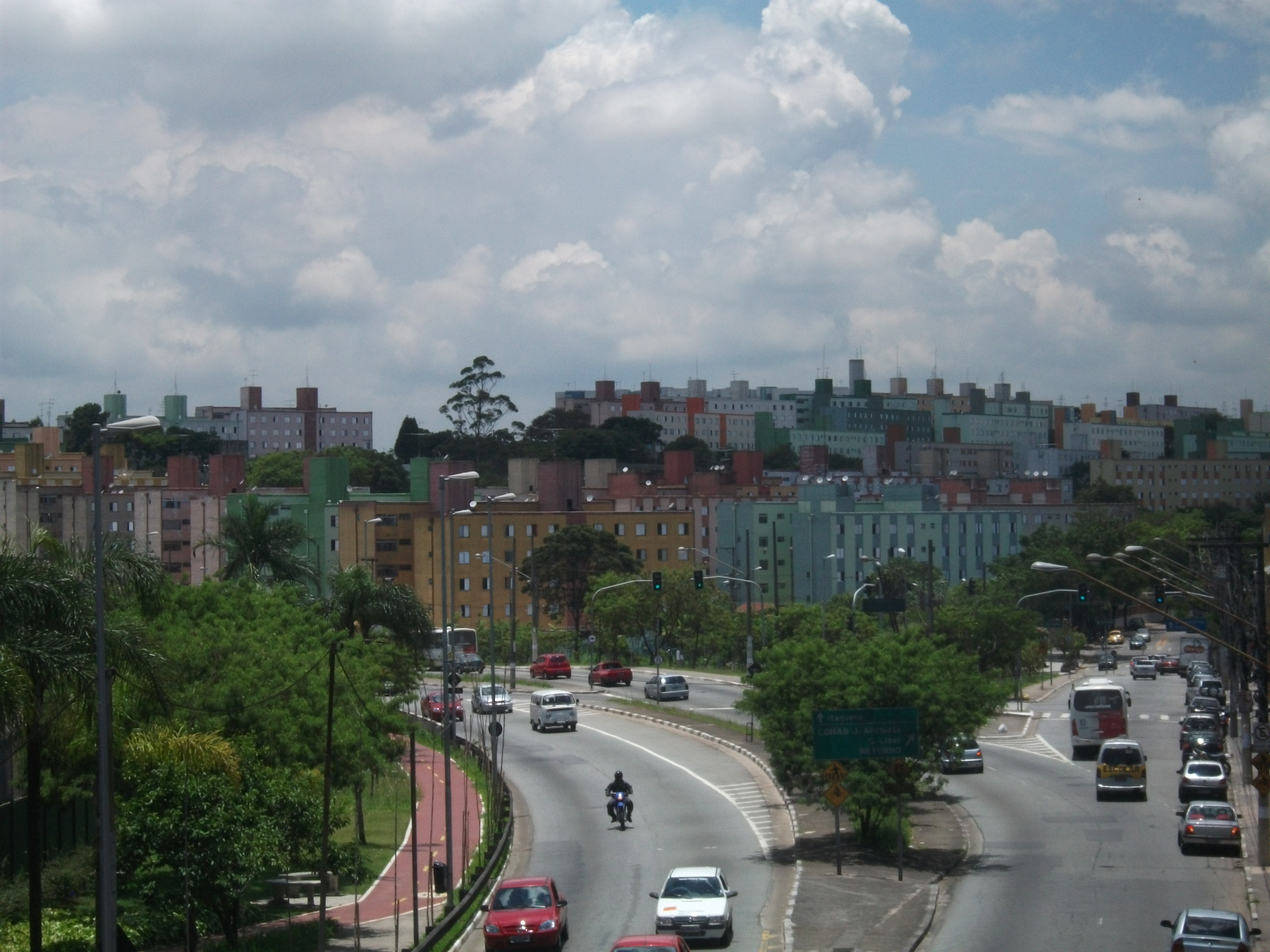
Conjunto Habitacional Padre Manuel da Nóbrega, implantado pela Cohab-SP na região de Itaquera

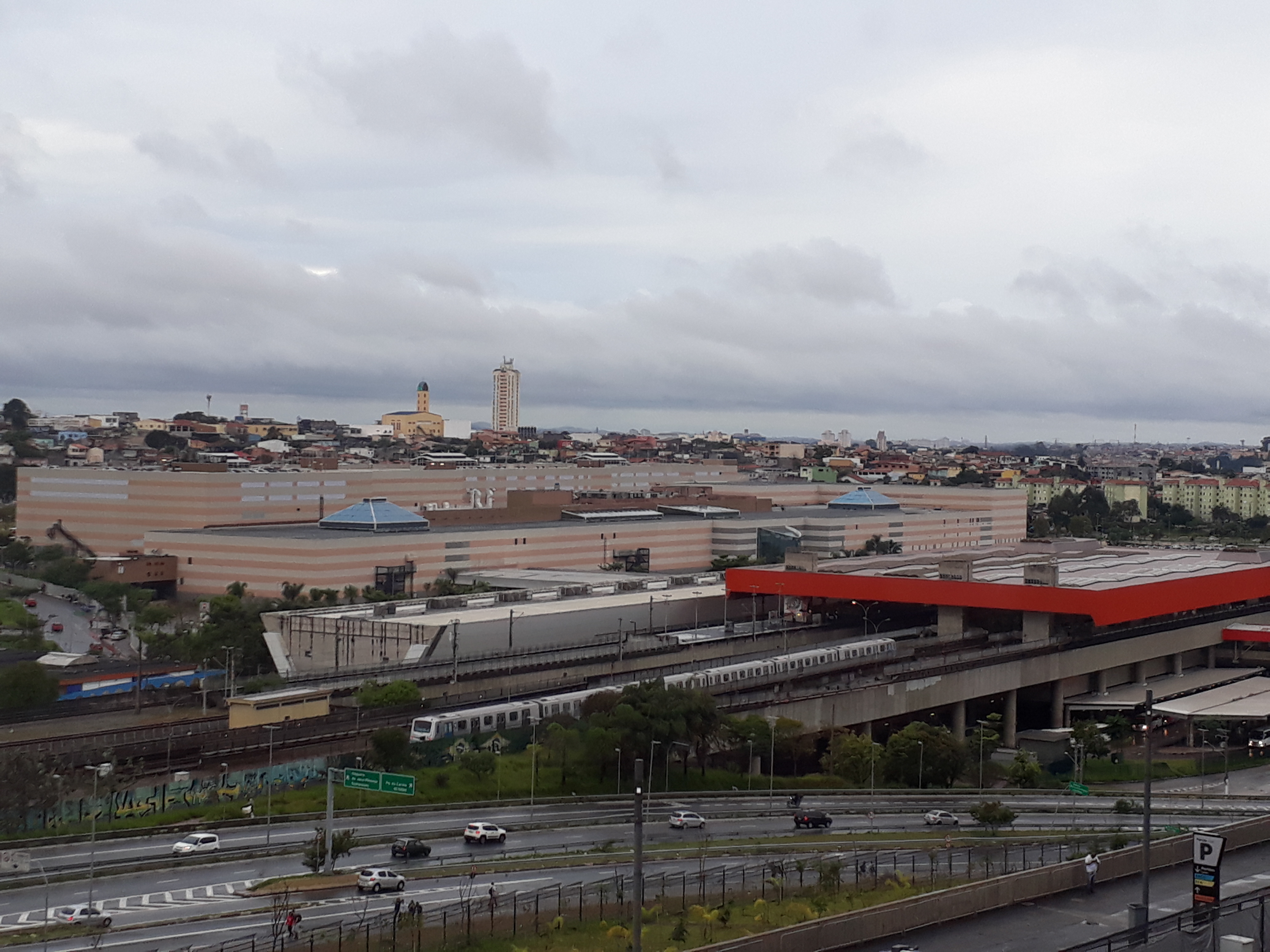
Da direita para a esquerda: estação Corinthians Itaquera, Poupatempo Itaquera e Shopping Metrô Itaquera

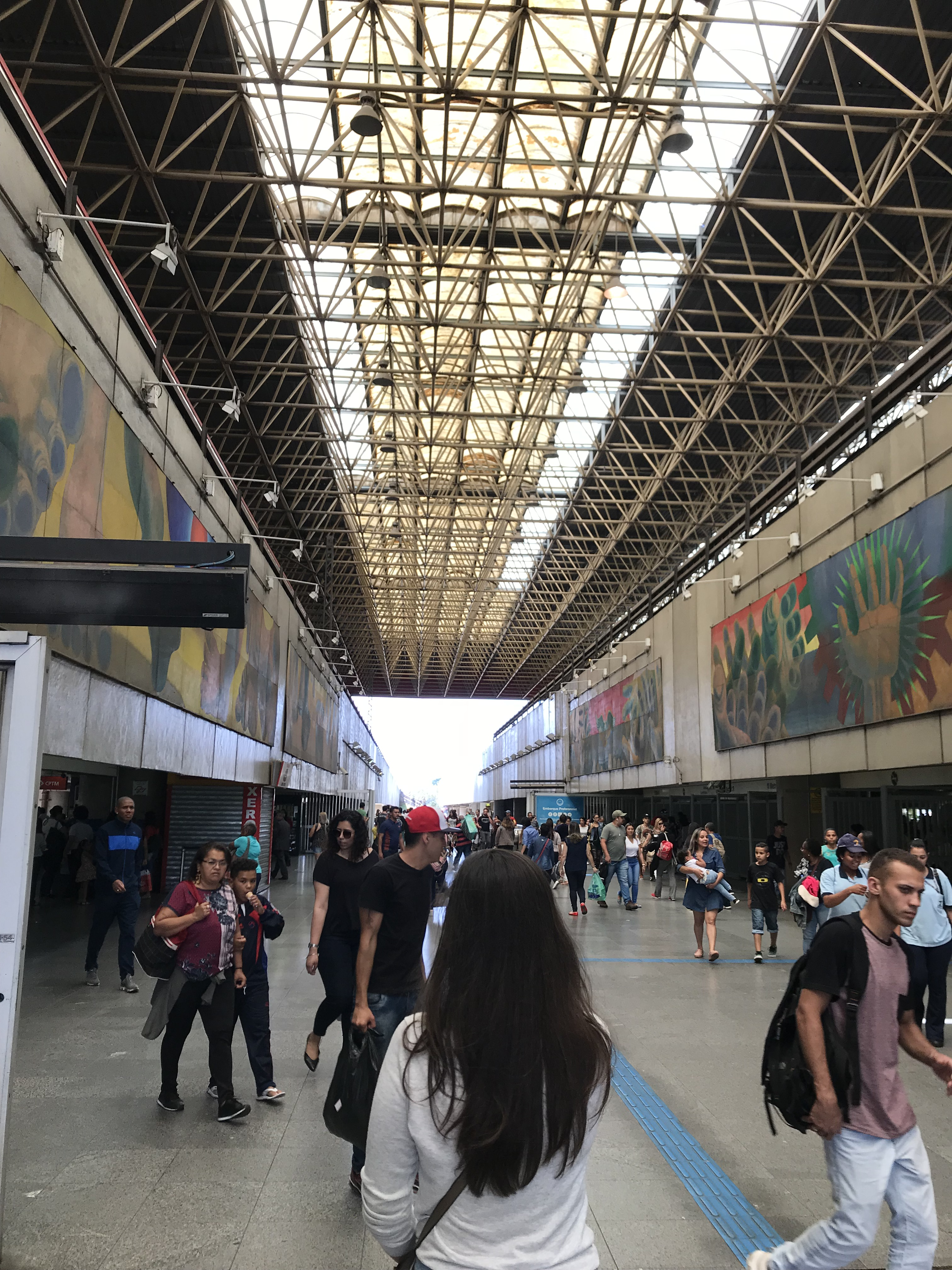
Mezanino da estação, com destaque para os painéis intitulados Catedral do Povo 1, de Gontran Guanaes Netto

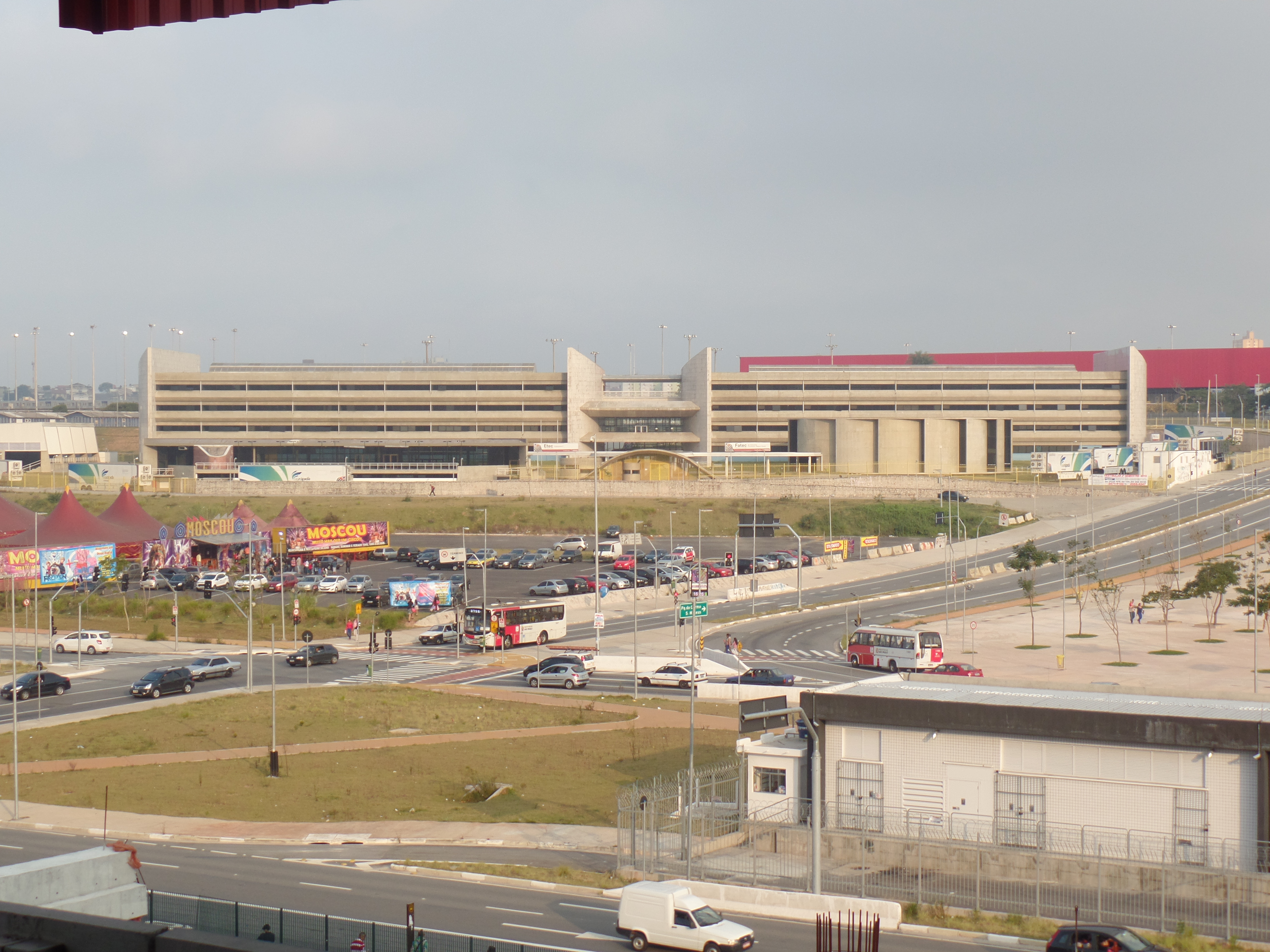
Vista da Faculdade de Tecnologia (Fatec) Itaquera, construída em área originalmente desapropriada pelo Metrô nos anos 1970

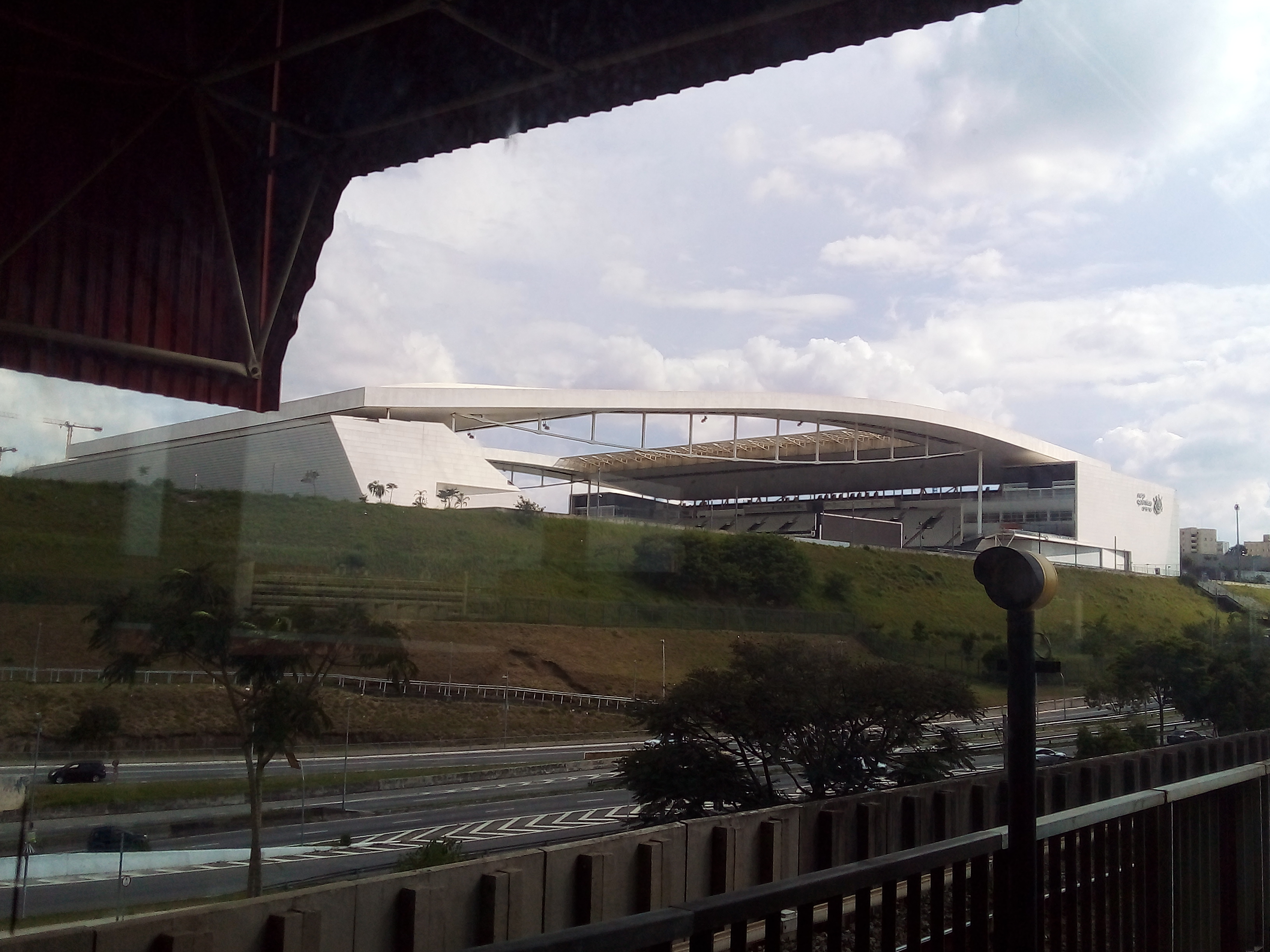
Vista da Neo Química Arena a partir da plataforma da estação

Entre 1973 e 1976, um grupo composto por membros da prefeitura de São Paulo (DSV, Metrô, Cohab e Emurb), do estado (Fepasa, Transesp) e da União (Rede Ferroviária Federal S/A) discutiram o projeto da Linha Leste–Oeste do Metrô de São Paulo. Inicialmente previsto para alcançar ao leste Poá ou Suzano (através da mera conversão da linhas de subúrbios da RFFSA em metrô em superfície), o projeto final da linha acabou tendo seu terminal leste em Itaquera, com a construção de vias paralelas às da RFFSA.
Para a implantação da Linha Leste–Oeste era necessária uma grande área para implantar o pátio de oficinas, manobras e manutenção do metrô, cujo projeto previa o uso de 772 mil metros quadrados. Assim, a Companhia do Metropolitano optou por implantar o pátio em uma área de glebas vazias à oeste do centro de Itaquera.
A estação terminal projetada para o local era pequena, por conta da baixa demanda e da estação de transferência com a rede de trens de subúrbios da RFFSA ao leste ser concentrada em Tatuapé e Artur Alvim. Duas ações fizeram a Companhia do Metropolitano mudar os planos para Itaquera:
- A implantação de mais de 25 mil unidades habitacionais em Itaquera por parte da Cohab-SP (empreendimento Conjunto Habitacional Padre Manuel da Nóbrega);
- O Projeto do estádio de futebol do Sport Club Corinthians Paulista, que previa uma capacidade máxima de 200 mil torcedores;[5]

Assim, o projeto da estação Itaquera foi severamente modificado, prevendo-se uma nova integração do metrô com a rede da RFFSA ali, além do atendimento da demanda local proporcionada pelos empreendimentos da Cohab e do Corinthians.
As obras da estação e Pátio Itaquera foram iniciadas às 10h da manhã de 24 de janeiro de 1976, pela empresa Constran S/A.
O prazo inicial para a inauguração da estação e pátio era de março de 1982. Problemas financeiros, porém, atrasaram as obras que se arrastaram por quase toda a década de 1980. O Pátio Itaquera foi inaugurado somente em 7 de março de 1987. Já a Estação Corinthians–Itaquera foi inaugurada inacabada (faltava concluir a parte destinada aos trens da CBTU-sucessora da RFFSA) em 1 de outubro de 1988. A cerimônia de inauguração foi atrapalhada por protestos de funcionários públicos contra o governo Quércia. Os protestos foram duramente reprimidos por homens não identificados no momento, que espancaram alguns manifestantes e até mesmo jornalistas enquanto que os homens da polícia militar presentes pouco fizeram para intervir no conflito.
Dias depois, a imprensa paulista revelou que os agressores dos manifestantes eram assessores de segurança do Palácio dos Bandeirantes comandados pelo vice-prefeito de Barueri Antônio Carlos dos Santos (Tarzan), que também participou das agressões. O escândalo foi investigado na Assembleia Legislativa até ser arquivado por pressão de membros do governo Quércia.
Apenas em 27 de maio de 2000 foi inaugurada a ala da estação destinada aos trens suburbanos, agora administrados pelo estado de São Paulo através da estatal CPTM. Por conta da realização das obras do metrô, grandes glebas e terrenos foram desapropriados e encontravam-se ociosos após a conclusão das obras da estação e do pátio. Para dar destinação a essas áreas e incentivar o desenvolvimento dos arredores da estação Corinthians-Itaquera, o Metrô cedeu uma área para a construção de uma unidade do Poupatempo, inaugurada em 18 de novembro de 2000, e alugou a parte restante de sua área por 40 anos para a implantação de um shopping center, inaugurado em 2007. O sucesso do shopping center, o único em uma região com mais de meio milhão de habitantes e carente de lazer, foi tanto que a unidade local do fast-food McDonald's se tornou em pouco tempo uma das 10 maiores em número de vendas no mundo.
Com a escolha do Brasil para sediar a Copa do Mundo de 2014, o esquecido projeto de construção do estádio do S.C. Corinthians Paulista é retomado. Com obras iniciadas em 2011, a Arena Corinthians foi inaugurada em junho de 2014 para a abertura da Copa do Mundo. Ao mesmo tempo, o estado resolve ampliar a ocupação nas áreas ociosas do metrô na região, implantando uma faculdade de tecnologia (FATEC) e iniciando as obras de um novo terminal de ônibus integrado ao complexo da estação (vide seção terminal).

### Pátio Itaquera
Aberto na década de 1980, o Pátio Itaquera possui 772 mil metros quadrados de área, divididos em 6 blocos:

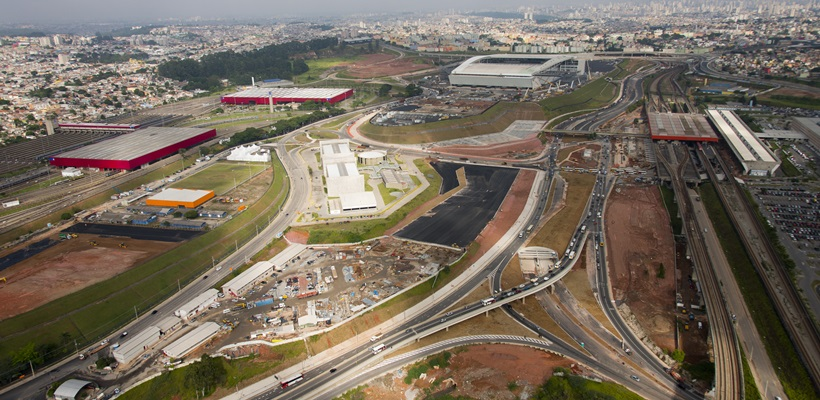
Vista da região de Itaquera, com a gleba desapropriada pelo metrô. À esquerda, em primeiro plano, bloco A e bloco B/C do Pátio Itaquera do Metrô. Ao Centro, FATEC Itaquera, ao fundo Arena Corinthians e à direita Estação Corinthians-Itaquera e Poupatempo Itaquera

| Bloco | Tipo                                                                                          |
| ----- | --------------------------------------------------------------------------------------------- |
| A     | Oficinas de manutenção de trens                                                               |
| B/C   | Oficinas de materiais fixos/auxiliares, almoxarifado, administração, ambulatório e refeitório |
| D     | Subestação retificadora                                                                       |
| E     | Torre de controle                                                                             |
| F     | Edifício de operação                                                                          |
| I     | Depósito de inflamáveis                                                                       |

## Linha 3–Vermelha do Metrô de São Paulo

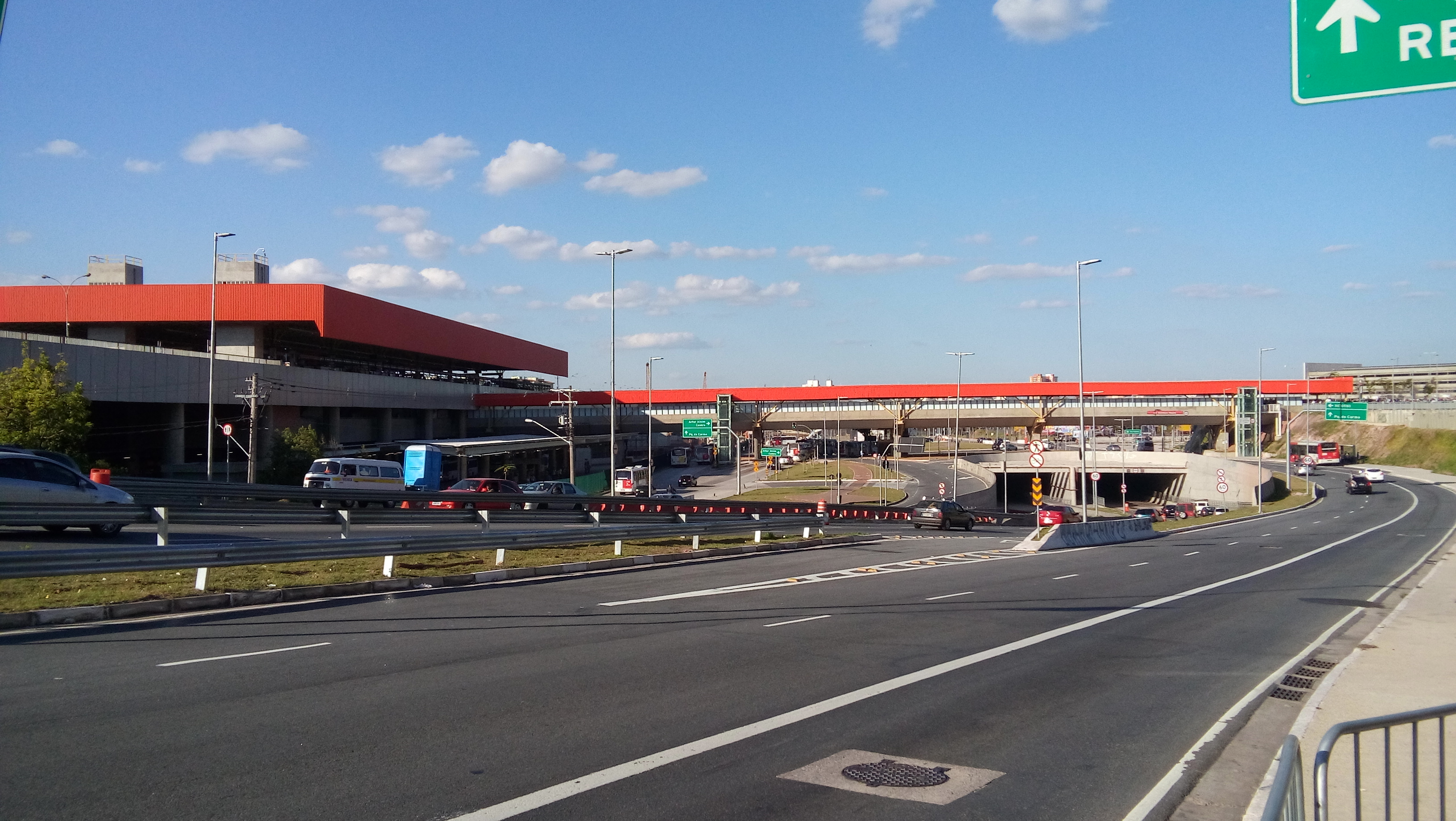
Vista da Estação do Metrô e da Passarela de acesso à Neo Química Arena

A Estação Corinthians–Itaquera foi inaugurada em 1 de outubro de 1988, sendo esta terminal da Linha 3–Vermelha do Metrô de São Paulo, no sentido Leste. Neste estação também há a ligação com o Pátio de Manutenção da Linha 3–Vermelha, o "Pátio Itaquera", ou "PIT".
A estação é elevada com duas plataformas centrais sobre o piso de distribuição e bloqueios, estrutura em concreto aparente e cobertura espacial metálica treliçada. Possui acesso adaptado para pessoas com deficiência e mobilidade reduzida. Conta com uma área construída de 30.435 m² e possui uma capacidade de sessenta mil passageiros por hora/pico.
Ela recebeu um dos dois primeiros elevadores para deficientes físicos do sistema metroviário, em 1993.
Ao final de 2022, a estação recebeu a instalação de portas de plataforma pela Alstom, porém elas só começaram a operar oficialmente em maio de 2025, ainda sem o sistema de sinalização CBTC. Com isso, a Linha 3-Vermelha tornou-se a última entre todas as linhas de metrô de São Paulo, além da Linha 15-Prata do monotrilho, a ter o equipamento em operação nas estações localizadas em suas extremidades, chamadas também de pontas de linha.

### Tabela
| Sigla | Estação              | Inauguração                               | Capacidade                   | Integração                                                        | Plataformas | Posição | Notas                                      |
| ----- | -------------------- | ----------------------------------------- | ---------------------------- | ----------------------------------------------------------------- | ----------- | ------- | ------------------------------------------ |
| ITQ   | Corinthians–Itaquera | 1 de outubro de 1988 (Metrô de São Paulo) | 60 mil passageiros hora/pico | Linha 11–Coral (Expresso Leste) da CPTM, Bilhete Único da SPTrans | Centrais    | Elevada | Estação com estrutura de concreto aparente |

## Linha 11–Coral da CPTM

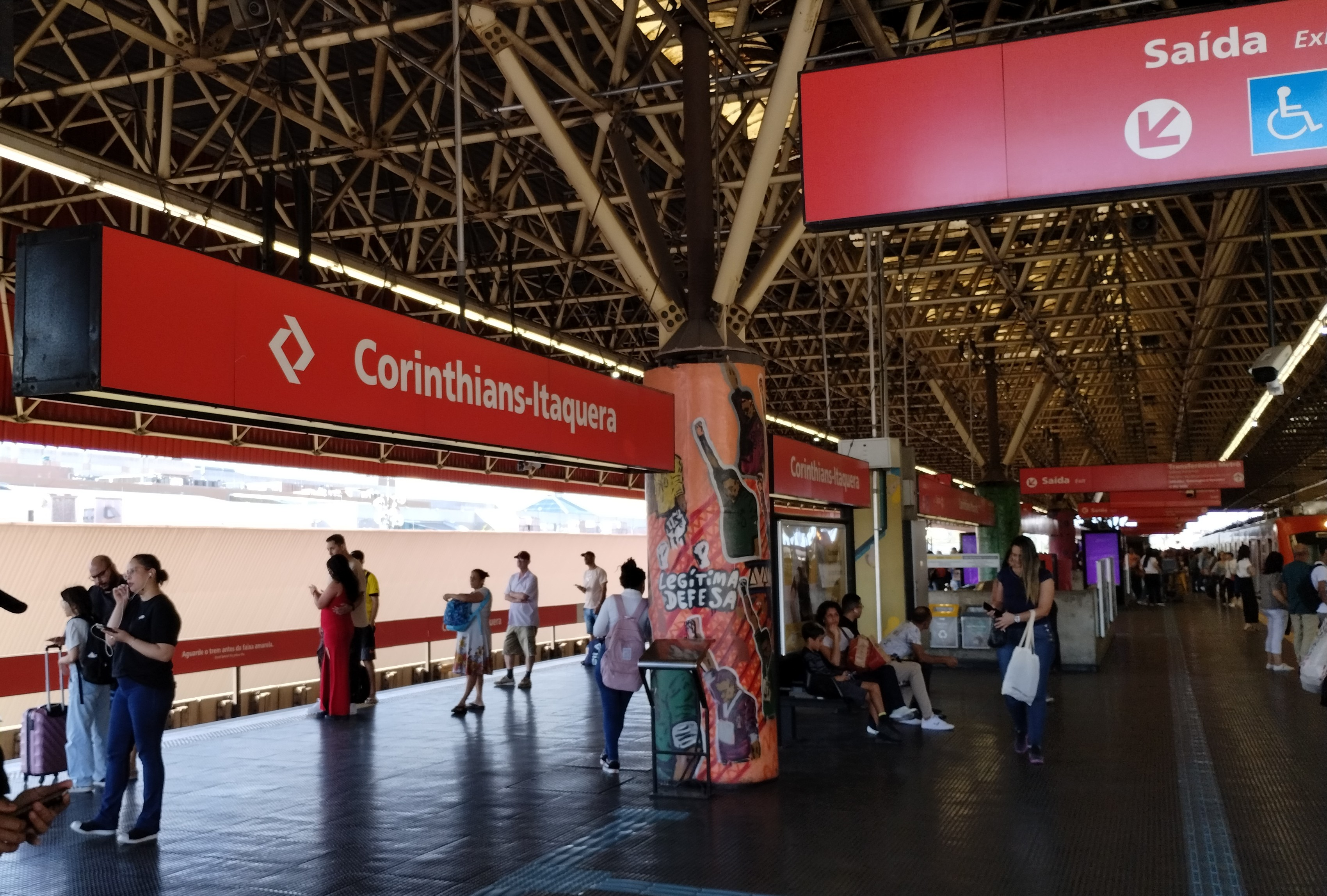
Plataforma da estação da CPTM

A Estação Corinthians–Itaquera é uma estação ferroviária que atende à Linha 11–Coral da CPTM.
A atual área da estação da CPTM (que corresponde a uma plataforma central) foi construída pelo Metrô de São Paulo, permanecendo quase 12 anos inutilizada e sendo inaugurada em 27 de maio de 2000 para ser utilizada pelo Antigo Expresso Leste.

### Tabela
| Sigla | Estação              | Inauguração               | Integração                                                       | Plataforma | Posição | Notas |
| ----- | -------------------- | ------------------------- | ---------------------------------------------------------------- | ---------- | ------- | --- |
| ITQ   | Corinthians–Itaquera | 27 de maio de 2000 (CPTM) | Linha 3–Vermelha do Metrô de São Paulo, Bilhete Único da SPTrans | Central    | Elevada | Construída pelo Metrô de São Paulo, com recursos do Governo Federal e do Governo Estadual de São Paulo, em 1988, e reformada/ampliada em 2000 |

## Linha 14–Ônix da CPTM
Existe um projeto para que a estação também faça integração com a futura Linha 14-Ônix da CPTM. Segundo os documentos da consulta pública da linha, ela será elevada e posicionada em ambos os lados da Rua Engenheiro Sidney Aparecido de Moraes, e ficará ao sul das estações das linhas 3 e 11, sendo interligada a elas por uma passarela.

## Integrações
As estações Corinthians–Itaquera da Linha 3-Vermelha do Metrô de São Paulo e da Linha 11–Coral da CPTM possuem transferência tarifada entre si em horários especiais. De segunda a sexta das 10h às 17h e das 20h às 24h, a integração é gratuita de uma linha para outra, enquanto aos sábados, domingos e feriados, ela é gratuita o dia todo.
Há também a possibilidade de se transferir para o sistema de ônibus da capital paulista, da SPTrans, através do Terminal de Ônibus anexo à estação, utilizando-se o Bilhete Único ou o bilhete de integração Metrô-Ônibus.

## Terminal de ônibus
O atual Terminal Itaquera foi inaugurado em 1988 para dar suporte a um conjunto de linhas de ônibus integradas ao metrô. Com o crescimento da cidade e o cenário atual de alta demanda, a ampliação foi ficando cada vez mais necessária. Apresentado em 2011, o projeto do novo Terminal de ônibus urbano de Itaquera visa atender e alimentar uma futura rede de corredores de ônibus da SPTrans na Zona Leste (Corredores Radial Leste e Itaquera Líder), complementando os serviços do atual terminal já existente, localizado embaixo do mezanino e das plataformas das estações do Metrô e da CPTM. O projeto, de 18,5 mil metros quadrados de área construída, teve suas obras iniciadas em dezembro de 2013. Apesar da previsão de conclusão para fins de 2016 e meados de 2021, as obras foram paralisadas diversas vezes por problemas financeiros. As obras foram retomadas em outubro de 2023, e foi dividida em três fases; a fase 1 foi concluída em janeiro de 2025, enquanto as fases 2 e 3 possuem previsão de conclusão em janeiro de 2026.
Inicialmente, o plano era que fosse construído um terminal rodoviário, que receberia linhas com destino a Belo Horizonte, ao Vale do Paraíba e ao Litoral Norte de São Paulo, com previsão de conclusão para antes da Copa do Mundo de 2014. A ideia de uma rodoviária em Itaquera era um projeto antigo, que fazia parte de um Plano Diretor elaborado em parceria entre a Prefeitura e o Governo do Estado de São Paulo em 1978, intitulado Plano Integrado de Terminais Rodoviários de Passageiros, o qual contemplava a construção de cinco terminais rodoviários na capital, sendo que três deles vieram a sair do papel: Jabaquara (já existente à época, inaugurado no ano anterior), Tietê e Barra Funda, inaugurados em 1982 e 1989, respectivamente. Os dois restantes, Itaquera e Vila Sônia, acabaram engavetados, e ambos voltaram à pauta ao final dos anos 2000 durante a gestão do prefeito Gilberto Kassab. Segundo ele, a construção de uma rodoviária em Itaquera e outra na Vila Sônia se fazia necessária uma vez que a localização das rodoviárias já existentes dificultava o deslocamento dos moradores de regiões mais periféricas da cidade e, por tabela, visava reverter a queda da demanda dos ônibus intermunicipais e interestaduais. No entanto, em 2013, já com Fernando Haddad no comando da Prefeitura de São Paulo, foi anunciado que nenhuma das duas rodoviárias prometidas seria mais construída e, ao invés disso, seriam erguidos terminais urbanos no lugar. Devido aos sucessivos atrasos, diversos problemas passaram a ser relatados pelos moradores do entorno da Estação Corinthians-Itaquera, como o acúmulo de lixo, a dificuldade para pedestres poderem circular e o calçamento inadequado, além da falta de iluminação e a proliferação de focos de dengue, devido à quantidade de água acumulada no local.
Ao final de 2008, uma reportagem exclusiva do jornal Extra, em parceria com o Diário de São Paulo, denunciou um esquema de transporte clandestino que operava ao lado do Terminal Itaquera, onde vans sem licença para trabalhar embarcavam em direção ao Litoral Sul de São Paulo, mais precisamente, com destino às cidades de Praia Grande, Mongaguá e Itanhaém, semelhante ao que ocorre no entorno do Terminal Rodoviário do Jabaquara, conhecido ponto de embarque irregular para a Baixada Santista, situado na zona sul da capital. Segundo a reportagem, os agenciadores trabalhavam dentro do terminal e usavam uma placa para chamar a atenção dos clientes. As viagens eram mais caras do que as passagens de ônibus regulares. Além disso, não havia nenhum tipo de recibo ou garantia de seguro em caso de acidente. Ainda de acordo com a regulamentação do serviço, somente ônibus e microônibus podem ser cadastrados no transporte intermunicipal de passageiros, o que, porém, não intimida os motoristas de divulgar seus serviços tranquilamente, sem temer a fiscalização.

## Toponímia
A Companhia do Metropolitano realizou estudos toponímicos que determinaram o nome de cada estação da Linha Leste-Oeste. Em 1977 foi apresentado o estudo, que apresentava as sugestões para a então Estação 12:
- Pátio - Referência ao Pátio Itaquera, que abrigaria os trens da linha e era considerada a principal obra a ser construída no local à época;
- Itaquera - nome do bairro onde estava sendo construída a estação nº 12. Por já existir uma estação da RFFSA com esse nome, distante 1 km da futura estação, viu-se que poderia haver uma confusão com sua localização;
- Parque - Uma referência ao Parque do Carmo, que por sua vez, era parte da Fazenda do Carmo, o qual deu origem a vários loteamentos na região.

Na ocasião, o nome "Pátio" havia sido escolhido por, segundo a Companhia, facilitar a orientação da população. Anos mais tarde, foi decidido que a estação se chamaria Corinthians–Itaquera, devido ao Corinthians possuir um projeto de construir um novo estádio na região. 
A palavra Itaquera é de origem tupi-guarani e significa pedra dormente. O nome Itaquera surgiu pela primeira vez em 1620. Com o passar dos séculos, o nome se consolidou em 1920 como nome do distrito e de uma estação da Estrada de Ferro Central do Brasil ali existente desde 1875. O projeto da estação de metrô foi implantado em local diferente da estação de trem (que era o centro do distrito). Por conta da falta de elementos geográficos para denominá-la, a estação de metrô foi chamada genericamente de Itaquera até o projeto do novo estádio do Corinthians ser apresentado. Posteriormente, em projetos e mapas a estação passou a ser chamada de Corinthians Paulista. Em 1 de outubro de 1988 a estação foi aberta com o nome de Corinthians–Itaquera. Com o fechamento da velha estação de Itaquera, em 2000, o antigo centro do distrito entra em decadência enquanto que o centro econômico do mesmo consolida-se no entorno do terminal do metrô e do estádio de futebol.